# 白井明雄
白井 明雄（しらい あきお、1929年（昭和4年）11月3日 - ）は、日本の陸上自衛官。軍事史家。本籍は東京都。

## 経歴
本籍は東京都であるが北京生まれの北京育ち。旧制中学校の途中から海軍の予科練に志願し、飛行兵として訓練を受ける。終戦後は1950年（昭和25年）10月、警察予備隊に入隊。1952年（昭和27年）に一般幹部候補生（第4期）に進み、卒業後に幹部任官。その後陸上自衛隊幹部学校指揮幕僚課程（第8期）。第18普通科連隊長、富士教導団長、東北方面総監部幕僚長兼仙台駐屯地司令、東北地区補給処長等を経て、1986年（昭和61年）3月、第9師団長を最後に退官。現在は軍事史学会会員。

## 栄典
- 勲三等瑞宝章 - 1999年（平成11年）11月3日[3]

## 著作等

### 著書
- 『日本陸軍「戦訓」の研究　－大東亜戦争期「戦訓報」の分析－』芙蓉書房出版、2003年。 ISBN 4-8295-0327-0

### 論文
- 「戦場における錯誤」（『陸戦研究』、1970年）
- 「陸軍少将　小沼治夫（日本陸軍における戦史の第一人者）」（『陸戦研究』、1990年）
- 「栗林将軍は如何にして洞窟戦法を創案したか」（『軍事史学』、1994年）
- 「大東亜戦争における日本陸軍の戦訓について（『戦訓特報』の概要と問題点）」（『陸戦研究』1997～98年）
- 「続・大東亜戦争における日本陸軍の戦訓について（『戦訓報』『戦訓速報』の概要と特色）」（『陸戦研究』、1998～2000年）

などがある。